# Sorkonos czarno-rdzawy
Sorkonos czarno-rdzawy (Rhynchocyon petersi) – gatunek ssaka z rodziny ryjkonosowatych w rzędzie ryjkonosowych. Występuje w Afryce (Tanzania, Kenia), gdzie żyje w formacjach zaroślowych i leśnych. Jest aktywny za dnia i żywi się stawonogami. Jest monogamiczny, samica rodzi 1–2 młode. Nie zagraża mu wyginięcie, aczkolwiek obserwowana jest fragmentacja populacji i niszczenie siedlisk związane z eksploatacją drewna.

## Genetyka
Genetyka sorkonosa czarno-rdzawego nie została dobrze poznana. Nie wiadomo, ile chromosomów liczy jego kariotyp. Wykryto natomiast 8 polimorficznych mikrosatelitów. Badania mtDNA wskazały na introgresję z sorkonosa czarno-rdzawego i szarolicego do plamistego R. cirnei reichardi oraz czarno-rdzawego do szarolicego.

## Budowa
Heritage podaje następujące wymiary zwierzęcia: długość głowy i tułowia wynosi od 25,2 do 29 cm, ogon ma od 21,8 do 25,2 cm długości, ucho − między 2,5 a 3,1 cm, a tylna stopa − od 6,5 do 7,4 cm. Masa ciała wynosi około 540 g. Rovero at al. przytaczają następujące informacje: długość głowy i tułowia wynosi średnio 27,54 cm, ogon ma długość 23,35 cm, co w sumie daje 50,89 cm, ucho − 2,91 cm. Rząd zębowy szczęki osiąga 2,76 cm, kieł ma 0,44 cm. Tylna stopa ma 7,12 cm.
Głowa wraz z pyskiem są jasnorude do pomarańczowobrązowego. Ucho nie jest pokryte futrem. Małżowina uszna ma kolor pomarańczowo-brązowy. Pysk jest długi i giętki. Badania Kaufmana et al. z 2013 wskazują, że ryjkonosowe jako grupa ogólnie mają mózg większy niż inne ssaki podobnej wielkości i o podobnej diecie. Zmysły są wyostrzone.
Otworów podniebiennych się nie stwierdza. W jamie ustnej znajdują się zęby, w tym niestały, niewielki siekacz górny i dobrze rozwinięte górne kły. Wzór zębowy przedstawia się następująco:
| Wzór zębowy | Wzór zębowy | I   | C | P | M |
| ----------- | ----------- | --- | - | - | - |
| 34-36       | =           | 0-1 | 1 | 4 | 2 |
| 34-36       | =           | 3   | 1 | 4 | 2 |

Barwa futra na ramionach, grzbiecie i zadzie oraz ucha zalicza się do cech diagnostycznych gatunku. Ramiona pokrywa futro pomarańczowe, rudopomarańczowe lub kasztanowe, wykazując dużą zmienność geograficzną. Przechodzi ono w czerń w kierunku grzbietu i zadu. U niektórych osobników zdarza się odmienne umaszczenie grzbietu, nawiązujące do sorkonosa plamistego o grzbiecie pokrytym jaśniejszymi i ciemniejszymi plamami układającymi się w linie, ale wzór szachownicy jest raczej szczątkowy, jak u Rhynchocyon stuhlmanni. Brzuch ma kolor pomarańczowy do rudopomarańczowego.
Na klatce piersiowej samicy znajdują się sutki, nieobecne u samców. Para przednia uległa redukcji i nie występuje, obserwuje się natomiast parę środkową i tylną, podobnie jak u sorkonosa złotozadego czy plamistego. Nie występuje gruczoł piersiowy, natomiast gruczoły odbytowe (analne) rozwinięte są dobrze.
Ogon osiąga około 0,85 długości głowy i tułowia. W odcinku bliższym jest dość gruby, dystalnie coraz cieńszy. Prawie nie porastają go włosy, barwę ma pomarańczowobrązową, z białym odcinkiem na końcu.
Kończyny przednie i tylne zakończone są czterema palcami. Liczba ta wynika z zaniku kciuka i palucha. Również i piąty palec ręki rozwija się słabo, wspierany jedynie na dwóch paliczkach, podobnie jak u sorkonosa plamistego. Kończyny tylne sorkonosów są solidnie zbudowane.

## Systematyka
Sorkonos plamisty należy do rodzaju sorkonos w podrodzinie Rhynchocyoninae w rodzinie ryjkonosowatych.
Gatunek opisany został zgodnie z zasadami nazewnictwa binominalnego w 1880 roku przez portugalskiego zoologa Bocage. Miejsce typowe to „Zanzibar”, Tanzania. W 1912 Dollman poprawił miejsce typowe, podając Afrykę Wschodnią, Zanzibar i wskazując, że w pierwotnym opisie odnosił się on do całego dystryktu, a nie wyspy. Podgatunek adersi formalnie opisał w 1912 roku ww. wspomniany Dollamn jako odrębny gatunek i nadając mu nazwę Rhynchocyon adersi. Miejsce typowe to wyspa Zanzibar, Tanzania. Holotyp to skóra i czaszka dorosłego samca (sygnatura BMNH 1912.1.6.1) ze zbiorów Muzeum Historii Naturalnej w Londynie; okaz typowy zebrany przez Williama Mansfield-Adersa.
W 2017 Carlen et al. przeprowadzili badania genetyczne, w wyniku których ponownie podnieśli status jednego z uprzednich podgatunków R. cirnei stuhlmanni do rangi osobnego gatunku. Zaprezentowali jednocześnie kladogram sorkonosów:
|  | Rhynchocyon petersi      |
|  |                          |
|  | Rhynchocyon udzungwensis |
|  |                          |

|  | Rhynchocyon cirnei reichardi                                                                                            |
|  | |
|  | \| \| Rhynchocyon cirnei macrurus \| \| \| \| \| \| Rhynchocyon cirnei shirensis, Rhynchocyon cirnei cirnei \| \| \| \| |
|  | |
|  | Rhynchocyon cirnei macrurus                                                                                             |
|  | |
|  | Rhynchocyon cirnei shirensis, Rhynchocyon cirnei cirnei                                                                 |
|  | |

|  | Rhynchocyon cirnei macrurus                             |
|  |                                                         |
|  | Rhynchocyon cirnei shirensis, Rhynchocyon cirnei cirnei |
|  |                                                         |

|  | Rhynchocyon cirnei reichardi                                                                                            |
|  | |
|  | \| \| Rhynchocyon cirnei macrurus \| \| \| \| \| \| Rhynchocyon cirnei shirensis, Rhynchocyon cirnei cirnei \| \| \| \| |
|  | |
|  | Rhynchocyon cirnei macrurus                                                                                             |
|  | |
|  | Rhynchocyon cirnei shirensis, Rhynchocyon cirnei cirnei                                                                 |
|  | |

|  | Rhynchocyon cirnei macrurus                             |
|  |                                                         |
|  | Rhynchocyon cirnei shirensis, Rhynchocyon cirnei cirnei |
|  |                                                         |

|  | Rhynchocyon petersi      |
|  |                          |
|  | Rhynchocyon udzungwensis |
|  |                          |

|  | Rhynchocyon cirnei reichardi                                                                                            |
|  | |
|  | \| \| Rhynchocyon cirnei macrurus \| \| \| \| \| \| Rhynchocyon cirnei shirensis, Rhynchocyon cirnei cirnei \| \| \| \| |
|  | |
|  | Rhynchocyon cirnei macrurus                                                                                             |
|  | |
|  | Rhynchocyon cirnei shirensis, Rhynchocyon cirnei cirnei                                                                 |
|  | |

|  | Rhynchocyon cirnei macrurus                             |
|  |                                                         |
|  | Rhynchocyon cirnei shirensis, Rhynchocyon cirnei cirnei |
|  |                                                         |

|  | Rhynchocyon cirnei reichardi                                                                                            |
|  | |
|  | \| \| Rhynchocyon cirnei macrurus \| \| \| \| \| \| Rhynchocyon cirnei shirensis, Rhynchocyon cirnei cirnei \| \| \| \| |
|  | |
|  | Rhynchocyon cirnei macrurus                                                                                             |
|  | |
|  | Rhynchocyon cirnei shirensis, Rhynchocyon cirnei cirnei                                                                 |
|  | |

|  | Rhynchocyon cirnei macrurus                             |
|  |                                                         |
|  | Rhynchocyon cirnei shirensis, Rhynchocyon cirnei cirnei |
|  |                                                         |

Wyróżnia się dwa podgatunki:
- Rhynchocyon petersi petersi Bocage, 1880
- Rhynchocyon petersi adersi Dollman, 1912[8].

### Etymologia
- Rhynchocyon: gr. ῥύγχος rhunkhos ‘pysk’; κυων kuōn, κυνος kunos ‘pies’[16].
- petersi: dr Wilhelm Karl Hartwich Peters (1815–1883), niemiecki przyrodnik i odkrywca, który przez wiele lat piatował urząd dyrektora Muzeum Zoologicznego w Berlinie, kolekcjoner z tropikalnej Afryki z lat 1842–1848[17].
- adersi: dr William Mansfield-Aders (rok urodzenia i śmierci nieznany), angielski entomolog i lekarz, mieszkał i pracował na Zanzibarze jako rządowy zoolog od 1900 do końca 1920 roku[18].

## Rozmieszczenie geograficzne

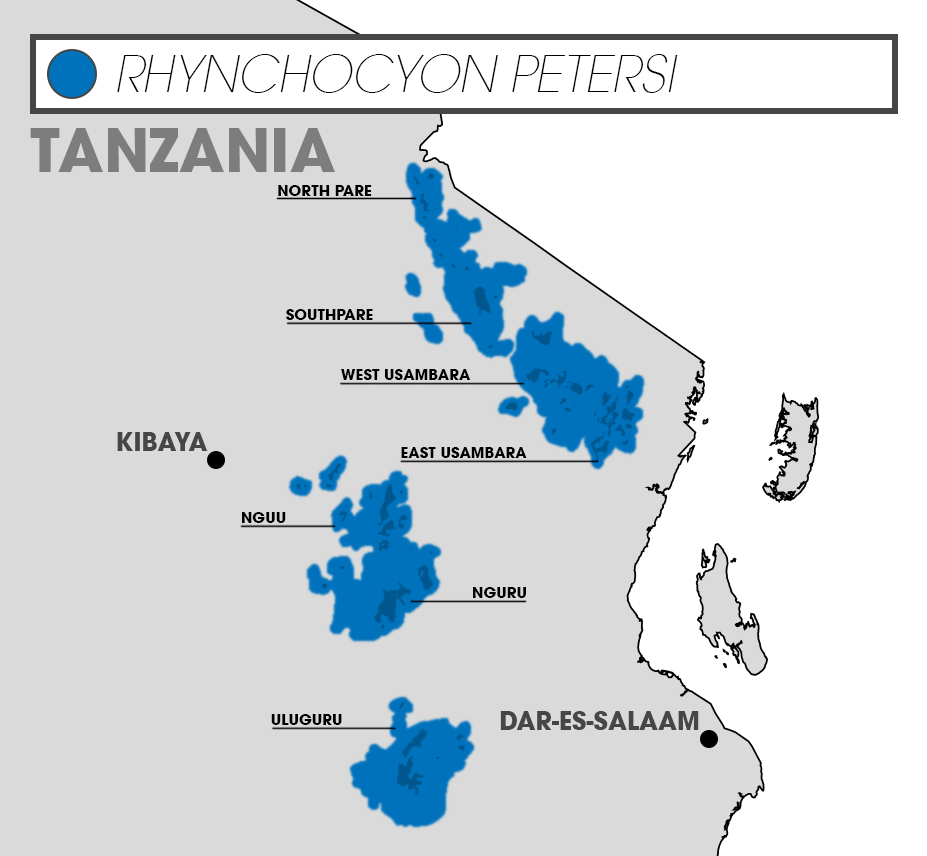

Zwierzę zamieszkuje Kenię i Tanzanię. Bytuje na wysokości od poziomu morza do 2020 m. Na wybrzeżu zasiedla tereny między 3°60′S a 7°40′S, pofragmentowane lasy Rabai Hills i Diani Forest oraz tereny na północ od rzeki Rufidżi. Istnieją doniesienia z obszarów na południe od tej rzeki (z Kiwengoma, Ruawa i Kichi Hills), ale IUCN nie daje im wiarygodności, przypisując je raczej do sorkonosa plamistego z podgatunku R. c. macurrus. W obrębie gór Eastern Arc Mountains stwierdzono go w North i South Pare, West i East Usambara, Nguu, Nguru i Uluguru. Istnieją też doniesienia z Mahenge, aczkolwiek mogą one dotyczyć raczej sorkonosa plamistego. IUCN podkreśla jego nieobecność w górach Udzungwa, skąd pochodzi sorkonos szarolicy, wymienia jeszcze północ rezerwatu Selous Game Reserve. Dalszych badań wymaga też obserwacja z Kibaya na zachodzie. Poza kontynentalną Afryką sorkonos czarno-rdzawy zamieszkuje wyspy Zanzibar, w tym Uzi i Mafia.
Rozmieszczenie zależy od podgatunku. Heritage podaje je następująco:
- Rhynchocyon petersi petersi zamieszkuje przybrzeżne lasy i góry Eastern Arc Mountains w Tanzanii na wschodzie kraju oraz w południowo-wschodniej Kenii,
- Rhynchocyon petersi adersi Dollman, 1912 jest endemitem Tanzanii, żyje na wyspach Unguja i Mafia[8].

## Tryb życia
Mimo łączenia się w pary każdy osobnik z danej pary żyje oddzielnie. Aktywność przypada na dzień. W nocy zwierzę śpi w gnieździe zbudowanym ze ściółki. Trybem życia sorkonos czarno-rdzawy raczej nie odbiega istotnie od innych sorkonosów, zwłaszcza złotozadego. Zwierzę jest płochliwe i zaniepokojone ratuje się ucieczką.

## Cykl życiowy
Gatunek jest monogamiczny, jak i inne sorkonosy, łączące się w pary na całe życie i zajmujące wspólne terytorium. Rozród przebiega przez cały rok bez wyraźnego okresu godowego. Po kopulacji samica zachodzi w ciążę trwającą około 40 dni, by wydać na świat 1–2 noworodki, dobrze rozwinięte, które pozostaną w gnieździe przez następne 2 tygodnie. Po tym czasie matka przestanie karmić je mlekiem. Pomiędzy kolejnymi porodami upłynąć może 80 dni.
Introgresja z sorkonosa czarno-rdzawego do R. cirnei reichardi oraz czarno-rdzawego do szarolicego wskazuje na krzyżowanie się tych gatunków, przy czym objęty nią obszar jest niewielki i leży na wschodzie gór Udzungwa.

## Ekologia
Sorkonos czarno-rdzawy żyje w lasach i na terenach porośniętych roślinnością krzewiastą. Chodzi o lasy wiecznie zielone i częściowo zrzucające liście, gęste, a także zarośla na podłożu koralowym. Radzi sobie w środowisku zmienionym działalnością ludzką w postaci opuszczonych przez człowieka terenów rolniczych, jak również w bliskości rolnictwa, jeśli zachowane zostały wymagane przezeń cechy siedliska. Wymaga obfitej ściółki i piętra koron. Obserwowano go na plantacjach nerkowca, jak i rzewni skrzypolistnej, gdzie towarzyszyły im ptaki – złotokosy rudogłowe Cossypha natalensis.
Pożywienie tego ssaka stanowią bezkręgowce, najczęściej stawonogi. Heritage przytacza badania z tanzańskiego lasu Nkuka, gdzie sorkonosy czarno-rdzawe spożywały mrówkowate Dorylus.
Ryjkonosowe ewoluowały prawdopodobnie w środowisku pozbawionym istotnej konkurencji. Wykształciły zespół specyficznych adaptacji, obejmujący myrmekofagię, specyficzny chód, brak gniazd. Łączą dzięki temu cechy spotykane u giętkojęzykowych i antylop.

## Zagrożenia i ochrona
Całkowita liczebność gatunku spada, trudno jednak oszacować, jak bardzo. Spadek o 30% na dekadę zdaje się nieprawdopodobny, 20% już bardziej realny. IUCN niegdyś klasyfikowała sorkonosa czarno-rdzawego wśród gatunków narażonych na wyginięcie (2006, 2008), a nawet zagrożonych wyginięciem (1996). Jednak w 2016 umieściła go wśród gatunków najmniejszej troski, rozważając jednak bliskość zagrożenia. Zasięg występowania przekracza 20 000 km² stanowiące kryterium narażenia. Jednak obszar rzeczywiście zajmowany wynosi między 3000 a 5000 km². Na km² przypada do 80 osobników R. stuhlmanni. IUCN podaje od 19/km² w Chome Forest Reserve w South Pare (badania Coster i Ribble’a z 2005, średnio 0,39 ± 0,47 gniazda na 100 m) do 79/km² w Pugu Forest Reserve na wybrzeżu, obecnie zniszczonym. Szacunki te poczyniono, zliczając gniazda. Z kolei zliczenia za pomocą kamer wskazały największe zagęszczenie w Nguru South Forest Reserve, mniejsze w Nguru i zwłaszcza Kanga Forest Reserve. Gatunek występuje pospolicie na Mafii. Zasięg występowania odznacza się fragmentacją.
Sorkonosowi czarno-rdzawemu zagraża niszczenie siedlisk. Jego środowisko jest niszczone przez rozwój rolnictwa i urbanizację, a także pozyskiwanie drewna, w tym w celu wyrobu przedmiotów, węgla drzewnego i na opał. Radzi on sobie na terenach zmodyfikowanych przez człowieka, byleby zachowane zostało piętro koron drzew. Stanowi też obiekt polowań, jednak nie stwarzają one poważnego zagrożenia dla gatunku.
Gatunku nie ujęto w CITES. Liczne drobne fragmenty lasu na obszarze jego występowania objęto ochroną. IUCN wymienia choćby Selous Game Reserve i Park Narodowy Saadani. W 2000 przedstawiciele tego gatunku zabrani zostali do amerykańskich ogrodów zoologicznych celem rozrodu, który doszedł do skutku. W przyszłości może to służyć reintrodukcji. IUCN wskazuje jednak potrzebę dalszych badań, w tych genetycznych dotyczących izolowanych populacji górskich i wyspiarskich.